# Estnischer Fußballpokal 2024/25
Der Estnische Fußballpokal 2024/25 war die 35. Austragung des estnischen Pokalwettbewerbs der Männer.
Titelverteidiger war der FCI Levadia Tallinn.

## Teilnehmer
Meistriliiga
- 1. Runde (1 Team): FC Kuressaare
- 2. Runde (5 Teams): FC Nõmme United, JK Nõmme Kalju, JK Tammeka Tartu, JK Trans Narva, JK Vaprus Pärnu
- 3. Runde (4 Teams): FC Flora Tallinn, JK Tallinna Kalev,  FCI Levadia Tallinn, Paide Linnameeskond

Esiliiga
- 1. Runde (4 Teams): FC Flora Tallinn U-21, Harju JK Laagri, Tabasalu JK, Viimsi JK
- 2. Runde (4 Teams): FC Elva, FC Tallinn, JK Tallinna Kalev U-21, Tartu JK Welco

Esiliiga B
- 1. Runde (3 Teams): FA Tartu Kalev Tallinna JK Legion, Viljandi JK Tulevik
- 2. Runde (3 Teams): Jõhvi FC Phoenix, Läänemaa JK, Pärnu JK,

II liiga
- 1. Runde (2 Teams): Raplamaa JK, Saue JK
- 2. Runde (7 Teams): FC Ararat Tallinn, FC Flora Tallinn U-19, FC Helios Tartu, NPM Silmet Sillamäe, Saku Sporting, Tabasalu Ulasabat CF, Tallinna FC Zapoos

III liiga
- 1. Runde (7 Teams): JK Tallinna Kalev Juunior, Kohtla-Järve Linnameeskond, FC Kose, Pärnu JK Poseidon, Tallinna FC Tamper, FC Vastseliina, Tallinna FC Zealot Sporting
- 2. Runde (16 Teams): FC Maardu Aliens, FC Eston Villa, FC Hell Hunt, Tartu FC Inter, FC Järva-Jaani, JK Kuusaku Kalev, Kristiine JK, JK Loo, FC Lootos Põlva, Märjamaa Kompanii, Tallinna FC Maksatransport, Rumori Calcio, Tallinna FC Smsraha, Tallinna FC Starmedia, Tartu Team Helm, Tartu JK Welco X

IV liiga
- 1. Runde (2 Teams): FC Kose II, FC Soccernet Tallinn
- 2. Runde (6 Teams): FC EstHam United, Tallinna FC Gamesport, FC Olympic Tallinn, Aruküla FC Vigri, Tallinna FC Wise, FC Tallinna Wolves

Rahvaliiga
- 1. Runde (1 Teams): Vana Hea Puur
- 2. Runde (5 Teams): FC Kohvile, FC Hiiumaa ja Läänemaa JK II ÜM, FC Kubik Viimsi, FC Pelgu City, JK Saare Latte

## 1. Runde
Die Auslosung fand am 24. Mai 2024 statt.
| Datum      |                            | Ergebnis  |                             |
| ---------- | -------------------------- | --------- | --------------------------- |
| 12.06.2024 | Tallinna JK Legion         | 3:1       | Raplamaa JK                 |
| 12.06.2024 | Viimsi JK                  | 0:1       | FC Kuressaare               |
| 12.06.2024 | FC Vastseliina             | 5:0       | Vana Hea Puur               |
| 12.06.2024 | Kohtla-Järve Linnameeskond | 4:0       | FC Soccernet Tallinn        |
| 13.06.2024 | Viljandi JK Tulevik        | 2:1 n. V. | Tallinna FC Zealot Sporting |
| 19.06.2024 | JK Tallinna Kalev Juunior  | 0:6       | Tabasalu JK                 |
| 26.06.2024 | Tallinna FC Tamper         | 4:1       | Pärnu JK Poseidon           |
| 27.06.2024 | FC Flora Tallinn U-21      | 4:0       | Saue JK                     |
| 30.07.2024 | FC Kose                    | 1:6       | FA Tartu Kalev              |
| 31.07.2024 | FC Kose II                 | 00:26     | Harju JK Laagri             |

## 2. Runde
Die Auslosung fand am 30. Mai 2024 statt.
| Datum      |                            | Ergebnis  |                                 |
| ---------- | -------------------------- | --------- | ------------------------------- |
| 06.07.2024 | Tallinna FC Zapoos         | 4:3       | NPM Silmet Sillamäe             |
| 23.07.2024 | JK Saare Latte             | 2:6       | FC Hiiumaa ja Läänemaa JK II ÜM |
| 23.07.2024 | Läänemaa JK                | 5:1       | Rumori Calcio                   |
| 27.07.2024 | FC Vastseliina             | 1:5       | Tabasalu Ulasabat CF            |
| 28.07.2024 | FC EstHam United           | 0:4       | Tartu FC Inter                  |
| 29.07.2024 | Tallinna FC Tamper         | 3:1       | Tartu JK Welco X                |
| 30.07.2024 | JK Kuusaku Kalev           | 0:4       | FC Helios Tartu                 |
| 30.07.2024 | Tallinna FC Smsraha        | 1:3       | FC Ararat Tallinn               |
| 30.07.2024 | Viljandi JK Tulevik        | 3:0       | FC Järva-Jaani                  |
| 31.07.2024 | FC Maardu Aliens           | 00:12     | FC Kuressaare                   |
| 31.07.2024 | Kristiine JK               | 0:5       | Tallinna JK Legion              |
| 31.07.2024 | FC Nõmme United            | 9:0       | Kohtla-Järve Linnameeskond      |
| 31.07.2024 | JK Nõmme Kalju             | 11:10     | FC Eston Villa                  |
| 31.07.2024 | Saku Sporting              | 1:2       | FC Tallinn                      |
| 31.07.2024 | Jõhvi FC Phoenix           | 3:1       | FC Kohvile                      |
| 31.07.2024 | FC Lootos Põlva            | 0:3       | Tallinna FC Starmedia           |
| 31.07.2024 | Tartu JK Welco             | 2:3 n. V. | JK Tallinna Kalev U-21          |
| 31.07.2024 | Tallinna FC Maksatransport | 3:1       | Pärnu JK                        |
| 01.08.2024 | FC Hell Hunt               | 1:3       | Tabasalu JK                     |
| 01.08.2024 | FC Flora Tallinn U-19      | 0:6       | JK Tallinna Kalev U-21          |
| 06.08.2024 | FC Kubik Viimsi            | 3:4 n. V. | Märjamaa Kompanii               |
| 06.08.2024 | FC Tallinna Wolves         | 0:8       | FC Elva                         |
| 07.08.2024 | Tallinna FC Gamesport      | 00:24     | JK Tammeka Tartu                |
| 07.08.2024 | JK Vaprus Pärnu            | 11:00     | FC Olympic Tallinn              |
| 07.08.2024 | JK Loo                     | 2:4       | Tartu Team Helm                 |
| 07.08.2024 | Tallinna FC Wise           | 00:15     | Harju JK Laagri                 |
| 13.08.2024 | JK Trans Narva             | 7:0       | Aruküla FC Vigri                |
| 14.08.2024 | FA Tartu Kalev             | 7:0       | FC Pelgu City                   |

## 3. Runde
Der Meister der Saison 2023 FC Flora Tallinn (Champions League), der Zweite und Dritte FCI Levadia Tallinn, JK Tallinna Kalev und der Pokalfinalist Paide Linnameeskond (Conference League) sind im Europapokal vertreten und steigen erst in dieser Runde ein.
Die Auslosung fand am 1. August 2024 statt.
| Datum      |                            | Ergebnis              |                                 |
| ---------- | -------------------------- | --------------------- | ------------------------------- |
| 13.08.2024 | Tallinna JK Legion         | 3:3 n. V. (4:1 i. E.) | Jõhvi FC Phoenix                |
| 14.08.2024 | FC Flora Tallinn U-21      | 0:7                   | JK Nõmme Kalju                  |
| 14.08.2024 | JK Tallinna Kalev U-21     | 2:5                   | Tallinna FC Zapoos              |
| 14.08.2024 | Harju JK Laagri            | 3:0                   | FC Nõmme United                 |
| 21.08.2024 | FC Helios Tartu            | 1:3                   | FC Hiiumaa ja Läänemaa JK II ÜM |
| 21.08.2024 | JK Tallinna Kalev          | 14:00                 | Tartu FC Inter                  |
| 27.08.2024 | Märjamaa Kompanii          | 0:2                   | Tabasalu JK                     |
| 28.08.2024 | JK Vaprus Pärnu            | 10:00                 | FC Ararat Tallinn               |
| 28.08.2024 | Tartu Team Helm            | 1:5                   | FC Elva                         |
| 04.09.2024 | Tallinna FC Maksatransport | 0:3                   | Tallinna FC Tamper              |
| 04.09.2024 | FC Kuressaare              | 7:0                   | FA Tartu Kalev                  |
| 07.09.2024 | JK Trans Narva             | 6:1                   | Tallinna FC Starmedia           |
| 11.09.2024 | FCI Levadia Tallinn        | 8:1                   | Viljandi JK Tulevik             |
| 09.10.2024 | Tabasalu Ulasabat CF       | 1:6                   | Läänemaa JK                     |
| 15.10.2024 | FC Tallinn                 | 2:1                   | JK Tammeka Tartu                |
| 31.10.2024 | FC Flora Tallinn           | 0:2                   | Paide Linnameeskond             |

## Achtelfinale
| Datum      |                                 | Ergebnis |                     |
| ---------- | ------------------------------- | -------- | ------------------- |
| 30.10.2024 | FC Hiiumaa ja Läänemaa JK II ÜM | 2:3      | Tallinna FC Zapoos  |
| 30.10.2024 | FC Elva                         | 1:3      | FCI Levadia Tallinn |
| 30.10.2024 | Tallinna FC Tamper              | 0:9      | JK Nõmme Kalju      |
| 30.10.2024 | JK Vaprus Pärnu                 | 3:0      | Läänemaa JK         |
| 31.10.2024 | JK Tallinna Kalev               | 3:0      | Tallinna JK Legion  |
| 31.10.2024 | Harju JK Laagri                 | 0:3      | JK Trans Narva      |
| 31.10.2024 | Tabasalu JK                     | 1:3      | FC Tallinn          |
| 23.11.2024 | Paide Linnameeskond             | 2:1      | FC Kuressaare       |

## Viertelfinale
| Datum      |                     | Ergebnis |                     |
| ---------- | ------------------- | -------- | ------------------- |
| 04.03.2025 | FCI Levadia Tallinn | 7:0      | Tallinna FC Zapoos  |
| 04.03.2025 | JK Trans Narva      | 3:1      | JK Vaprus Pärnu     |
| 05.03.2025 | FC Tallinn          | 0:5      | JK Tallinna Kalev   |
| 05.03.2025 | JK Nõmme Kalju      | 1:0      | Paide Linnameeskond |

## Halbfinale
| Datum      |                     | Ergebnis |                |
| ---------- | ------------------- | -------- | -------------- |
| 13.05.2025 | JK Tallinna Kalev   | 0:5      | JK Nõmme Kalju |
| 14.05.2025 | FCI Levadia Tallinn | 1:0      | JK Trans Narva |

## Finale
| Paarung             | JK Nõmme Kalju – FCI Levadia Tallinn |
| Ergebnis            | 3:3 n. V. (3:3, 0:1), 4:1 i. E. |
| Datum               | 24. Mai 2025 um 18:00 Uhr |
| Stadion             | A. Le Coq Arena, Tallinn |
| Zuschauer           | 1.512 |
| Schiedsrichter      | Joonas Jaanovits |
| Tore                | 0:1 Mihkel Ainsalu (17.) 0:2 João Pedro (48., Elfmeter) 1:2 Kristjan Kask (72.) 2:2 Ibrahim Jabir (80.) 3:2 Nikita Ivanov (86., Elfmeter) 3:3 Brent Lepistu (89.) Elfmeterschießen: 1:0 Daniil Tarassenkov 1:1 Mihkel Ainsalu 2:1 Mihhail Orlov Edgar Tur 3:1 Nikita Ivanov Aleksandr Sakarljuka 4:1 Modou Tambedou                                            |
| JK Nõmme Kalju      | Maksim Pawlow – Danyl Maschtschenko (90.+7' Uku Kõrre), Modou Tambedou, Maksim Podholjuzin (106. Sander Alex Liit), Aleksandr Nikolajev (55. Ibrahim Jabir) – Rommi Siht, Oleksandr Musolitin, Kristjan Kask (91. Mihhail Orlov), Nikita Ivanov – Ivans Patrikejevs (55. Daniil Terassenkov), Guilherme Smith Cheftrainer: Nikita Andrejew ( Russland)         |
| FCI Levadia Tallinn | Oliver Ani – Frank Liivak (83. Edgar Tur), Victory Iboro, Rasmus Peetson (60. Brent Lepistu), Michael Schjønning-Larsen – Alexandre Lopes Gomes (90.+2' Til Mavretič), Mihkel Ainsalu – Mark Oliver Roosnupp (102. Aleksandr Sakarljuka), João Pedro (83. Richie Musaba), Enock Otoo – Bubacarr Tambedou (60. Ahmad Gero) Cheftrainer: Curro Torres ( Spanien) |
| Gelbe Karten        | Danyl Maschtschenko (66.), Nikita Ivanov (70.), Uku Kõrre (118.) – Bubacarr Tambedou (40.), Oliver Ani (72.), Frank Liivak (83.), Mark Oliver Roosnupp (102.), Michael Schjønning-Larsen (114.) |